# Francisco Seeber
Francisco Seeber (* 15. November 1841 in Buenos Aires; † 13. Dezember 1913) war ein argentinischer Militär, Politiker und Bauunternehmer. In Buenos Aires gründete er den Stadtteil Villa Urquiza. Nach ihm ist die Plaza Seeber in Buenos Aires benannt.

## Leben
1885 war Seeber als Bauunternehmer Eigentümer des Unternehmens Las Catalinas. Für den Bau der Muelles de las Catalinas in Retiro auf einem niedrig gelegenen Grundstück wurde Material zur Aufschüttung desselben benötigt. Seeber kaufte daher ein Stück Land im heutigen Villa Urquiza, das als Lomas Altas bekannt war und ungefähr 40 Meter über dem Meeresspiegel lag, um dort das Erdreich abzutragen.
Während der Bauarbeiten ließen sich Seebers Arbeiter an ihrem Arbeitsort nieder. 1887 lebten in der Siedlung 120 Familien. Auf ihren Wunsch wurde die Siedlung nach dem ersten Präsidenten Argentiniens, Justo José de Urquiza, benannt, der aus der gleichen Provinz wie die Arbeiter stammte.
Vom 10. Mai 1889 bis zum 4. Juni 1890 war Seeber Bürgermeister der argentinischen Hauptstadt und folgte damit Cranwell nach, der als Interimsbürgermeister Crespo ersetzte. Zu seinen Leistungen gehört u. a. die Einrichtung öffentlicher Bäder in der Stadt.
| Vorgänger          | Amt                                      | Nachfolger        |
| ------------------ | ---------------------------------------- | ----------------- |
| Guillermo Cranwell | Bürgermeister von Buenos Aires 1889–1890 | Francisco Bollini |